# Ernst Schindler (Kunstschmied)
Ernst Schindler (* 1. April 1908 in Pawelwitz; †  20. Juli 1973 in Stuttgart) war ein deutscher Schmied und Kunstschmied.

## Leben
Ernst Schindler erhielt laut dem deutschen Kunsthistoriker Hans Vollmer seine Ausbildung bei Jaroslav Vonka in Breslau und war später in Stuttgart-Stammheim ansässig. Er schuf vor allem Gitter und Tore und verwendete dabei häufig die Brennschneidtechnik. Schindler fertigte unter anderem das typographische Fenstergitter für das von Gottfried Prölß entworfene Gedächtnisfenster an der Stuttgarter Gedächtniskirche. Hermann Gradinger erwähnte in einer Rede im Jahr 2007 Gitter in einem Dom, die in den 1960er Jahren von „Ernst Schindler, einem in dieser Zeit herausragenden Kollegen aus Stuttgart und Mitglied im Bund der Kunsthandwerker“ Baden-Württemberg, angefertigt worden seien, „der im Erarbeiten einer modernen Lösung mit neuen technischen Mitteln wichtige Kriterien wie Proportion und Rhythmik außer Acht gelassen“ habe, weshalb diese Gitter jetzt ersetzt werden sollten. Möglicherweise handelte es sich dabei um die Gitter für die Sakramentskapelle und die Sakristei des Mainzer Doms aus den Jahren 1962/63. Ein von Schindler 1960 gefertigtes Grabkreuz befindet sich in der Sammlung des Schweizerischen Nationalmuseums. Das Radkreuz trägt in der Vierung ein Bildnis des segnenden Christus. 1962 erhielt er den Staatspreis Gestaltung Kunst Handwerk des Landes Baden-Württemberg.

## Publikationen
- Der Kunstschmied Ernst Schindler, 1958
- mit Fritz Kühn: Gittertüren, Gittertore, Charles Coleman Verlag, Lübeck 1963
- mit Fritz Kühn: Treppengeländer, Charles Coleman Verlag, Lübeck 1964
- mit Fritz Kühn: Gesellenstücke, Charles Coleman Verlag, Lübeck 1965
- mit Fritz Kühn: Balkon- und Brüstungsgitter, Charles Coleman Verlag, Lübeck 1965
- Gitter und Tore. Neue Formen in Stahl. Mit einem einleitenden Text von St. Kobell, Charles Coleman Verlag, Lübeck 1970
- Geschmiedete Türen und Tore, Charles Coleman Verlag, Lübeck 1971